# Francos (Baralla)
Francos (llamada oficialmente San Salvador de Francos) es una parroquia y una aldea española del municipio de Baralla, en la provincia de Lugo, Galicia.

## Organización territorial
La parroquia está formada por tres entidades de población:
- Francos
- San Cibrao
- Vilar de Francos

## Demografía

### Parroquia
| Gráfica de evolución demográfica de Francos (parroquia) entre 2000 y 2019 |
|                                                                           |
| Datos según el nomenclátor publicado por el INE.                          |

### Aldea
| Gráfica de evolución demográfica de Francos (aldea) entre 2000 y 2019 |
|                                                                       |
| Datos según el nomenclátor publicado por el INE.                      |